# Pycnomerus darlingtoni
Pycnomerus darlingtoni is een keversoort uit de familie somberkevers (Zopheridae). De wetenschappelijke naam van de soort werd in 1989 gepubliceerd door Ivie & Slipinski.